# Grand Prix automobile de Lviv
Le Grand Prix automobile de Lviv est un Grand Prix créé en 1930 et disparu en 1933, disputé sur le circuit de Lviv (actuellement ville d'Ukraine, et capitale de l'Oblast de Lviv, mais polonaise de 1918 à 1939).
L'épreuve était organisée par le Małopolski Klub Automobilowy, l'Automobile Club de Pologne.

## Palmarès
| Année | Vainqueur         | Écurie         | Circuit | Résultats |
| ----- | ----------------- | -------------- | ------- | --------- |
| 1930  | Henryk Liefeldt   | Austro-Daimler | Lviv    | Résultats |
| 1931  | Hans Stuck        | Mercedes-Benz  | Lviv    | Résultats |
| 1932  | Rudolf Caracciola | Alfa Romeo     | Lviv    | Résultats |
| 1933  | Eugen Bjørnstad   | Alfa Romeo     | Lviv    | Résultats |